# 농우절도사
농우절도사(隴右節度使)는 당나라가 현재의 시베이 지역에 토번을 방어하기 위해 설치한 절도사로, 천보 10절도사 중 하나이다.

## 역사
714년에 농우절도사의 모체가 출현하였고, 717년에 정식으로 설립되어 선주(鄯州)에 주둔하였다.
농우절도사는 75,000명을 거느렸고 임조(臨洮), 하원(河源), 석적(積石), 막문(莫門), 백수(白水), 안인(安人), 진무(振武), 위무(威武), 영새(寧塞), 진서(鎭西), 영변(寧邊), 위승(威勝, 宛秀), 금천(金天), 요무(曜武), 무녕(武寧), 천성(天成), 진위(振威) 등의 군(軍)과 수화(綏和), 평이(平夷), 합천(合川)의 수착(守捉)을 통할하였다. 
763년, 토번의 공격으로 병탄당하니 농우절도사는 붕괴하였고, 보윤(普潤)으로 옮겨 경략사(經略使)로 고쳤다.